# Ernst Pölt von Pöltenberg

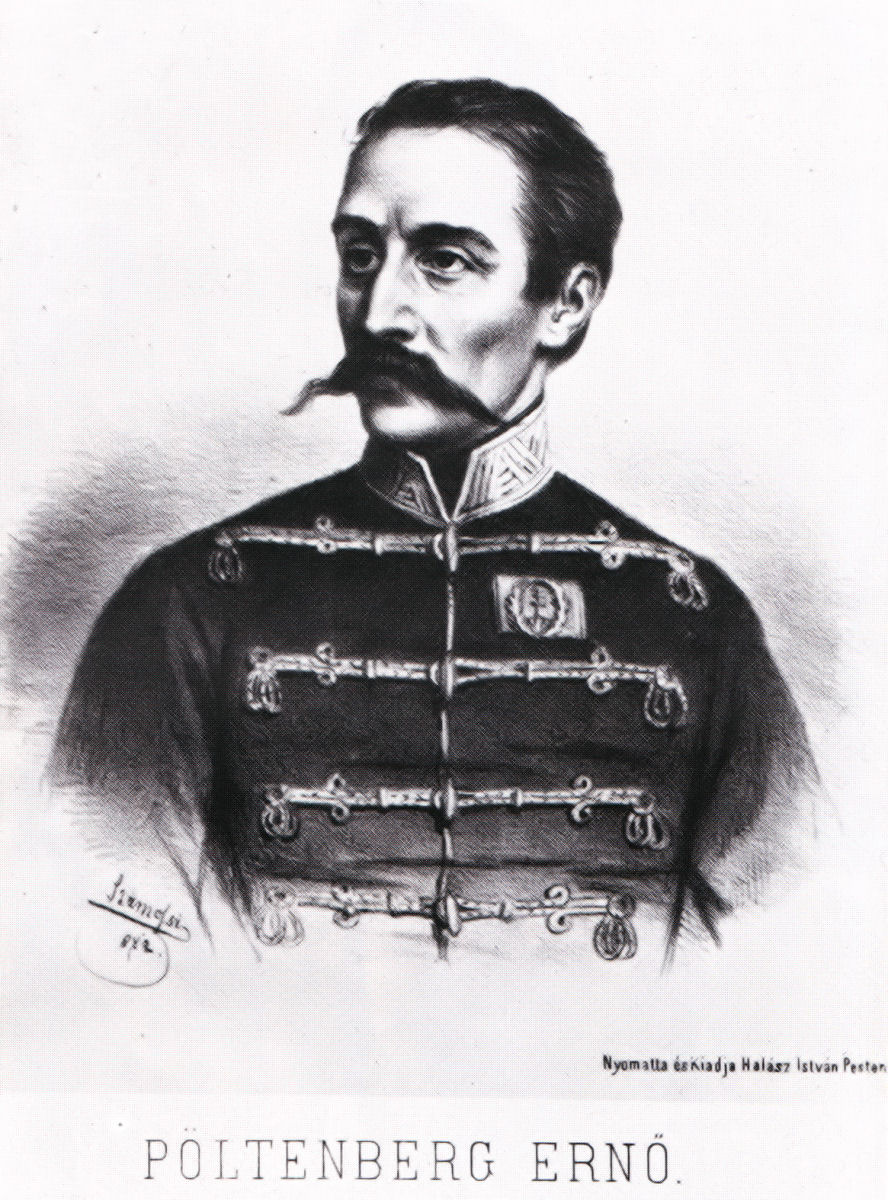
Ernő Poeltenberg

Ernst Pölt von Pöltenberg (ungarisch: Ernő Pöltenberg; auch Ernst von Pöltenberg; * 20. Februar 1808 in Wien; † 6. Oktober 1849 in Arad) war ein ungarischer Revolutionsgeneral.
Der Sohn des Rechtsanwalts Leopold Pölt von Pöltenberg stammte aus erbländischem österreichischen Adel und wurde 1829 Soldat in der österreichischen k.k. Armee. Er trat im Revolutionsjahr 1848 als Freiwilliger der ungarischen Honvéd bei. Im Februar 1849 kämpfte er unter General Dembinski als Major in der Schlacht bei Kápolna. Während der Ersten Schlacht bei Komorn ersetzte er General András Gáspár und wurde vom Obergeneral Görgey zum Kommandanten des ungarischen 7. Armeekorps ernannt. Er wurde am 2. Juni 1849 zum General befördert und kämpfte mit seinen Truppen am 28. Juni in der Schlacht von Raab, am 2. Juli in der Schlacht bei Ács und am 11. Juli in der Dritten Schlacht bei Komorn. Am 13. August kapitulierte sein Oberbefehlshaber Görgey in Világos gegenüber den Russen unter General Rüdiger, die ihrerseits die Kriegsgefangenen den Österreichern übergaben.
Pölt von Pöltenberg wurde für seine Rolle in der ungarischen Revolution von 1848/49 am 6. Oktober 1849 in Arad hingerichtet. Er gilt als einer der 13 Märtyrer von Arad.